# معاهدة نيس
معاهدة نيس معاهدة وقعتها الدول الأعضاء في الاتحاد الأوروبي في 26 فبراير 2001، ودخلت حيز التنفيذ في الأول من فبراير 2003 وحلت محلها لاحقا معاهدة لشبونة في الفاتح من ديسمبر 2009. حددت المعاهدة المبادئ والأساليب لتطور النظام المؤسسي بتوسع الاتحاد الأوروبي ودخول دول من أوروبا الوسطى والشرقية.
في الواقع، فإن الارتفاع المرتقب لعدد الدول الأعضاء إلى 27 بحلول عام 2007، أوجب تعديل شروط صنع القرار داخل المؤسسات. فظهر توزيع جديد للاصوات المخصصة لكل دولة في المجلس، وبدا تعريف عملية حسابية جديدة للأغلبية اللازمة المؤهلة لحسن سير العمل في هيئة صنع القرار المهددة بالشلل.

## التواقيع
|          |          |                 |        |         |               |         |           |        |
| بلجيكا   | الدنمارك | فنلندا          | فرنسا  | اليونان | جزيرة أيرلندا | إيطاليا | لوكسمبورغ | هولندا |
|          |          |                 |        |         |               |         |           |        |
| البرتغال | إسبانيا  | المملكة المتحدة | السويد | ألمانيا | النمسا        |         |           |        |